# Yisrael Ariel

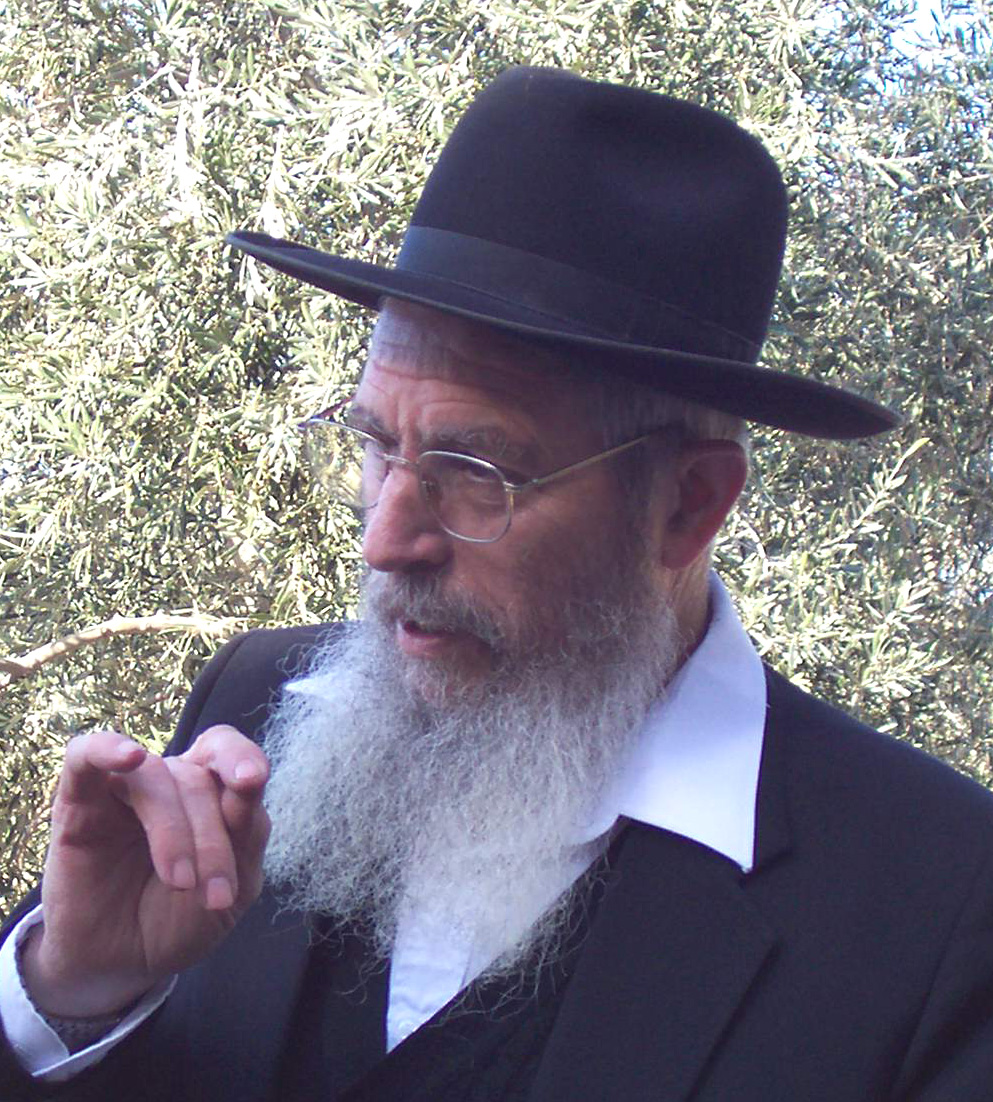
Yisrael Ariel. Sein als Rabbiner angenommener Nachname Ariel ist in der Bibel (Jesaja 29,1) eine Bezeichnung für Jerusalem.

Yisrael Ariel, ישראל אריאל, ursprünglich: Yisrael Stieglitz (* 15. August 1939), ist ein israelischer Rabbiner, halachischer Dezisor und Politiker.

## Leben
Yisrael Ariel (Stieglitz) war der jüngste Sohn einer angesehenen religiös-zionistischen Jerusalemer Familie. Er hat einen älteren Bruder Yaakov Ariel, der später aschkenasischer Oberrabbiner von Ramat Gan wurde und 2003 sogar als Oberrabbiner von Israel im Gespräch war. Beide Brüder empfingen ihre Ausbildung in der Jeschiwa Merkas haRav.

### Sechstagekrieg 1967

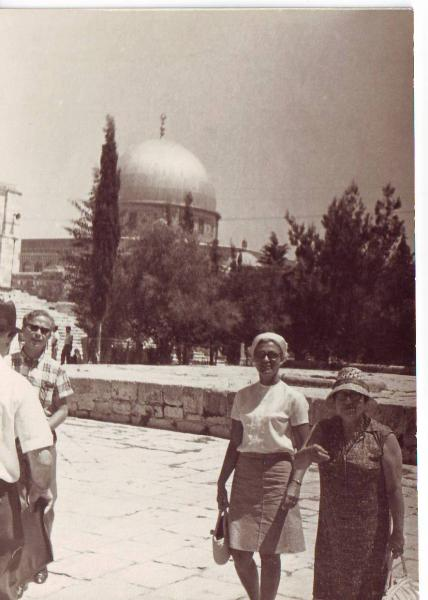
Im Juli 1967 nahmen auch israelische Familien die Gelegenheit wahr, das Tempelareal zu besichtigen.

Als junger Militärgeistlicher war Yisrael Stieglitz damit beauftragt, 1967 nach der Einnahme der Jerusalemer Altstadt durch die israelische Armee, den Zugang zum Felsendom zu bewachen. Er war nach eigenen Angaben überzeugt, israelische Soldaten würden anschließend den Felsendom abreißen. Das geschah nicht; Stieglitz konnte aber beobachten, dass Militärangehörige sowie hochrangige Rabbiner (Isser Yehuda Unterman, Yitzhak Nissim, Zvi Yehuda Kook) damals das Tempelgelände betraten. Damit hatten sie einen Präzedenzfall geschaffen, auf den sich Ariel später bei seiner halachischen Argumentation berufen konnte. Für Ariel war es nicht nachvollziehbar, dass die Autoritäten der Jeschiwa Merkas haRav nicht, wie er erwartet hatte, die Gunst der Stunde nutzend, 1967 den Bau des Dritten Tempels voranbrachten; stattdessen schwiegen sie. Bis 1975 verblieb Yisrael Ariel in der Armee, arbeitete aber zugleich im Oberrabbinat.

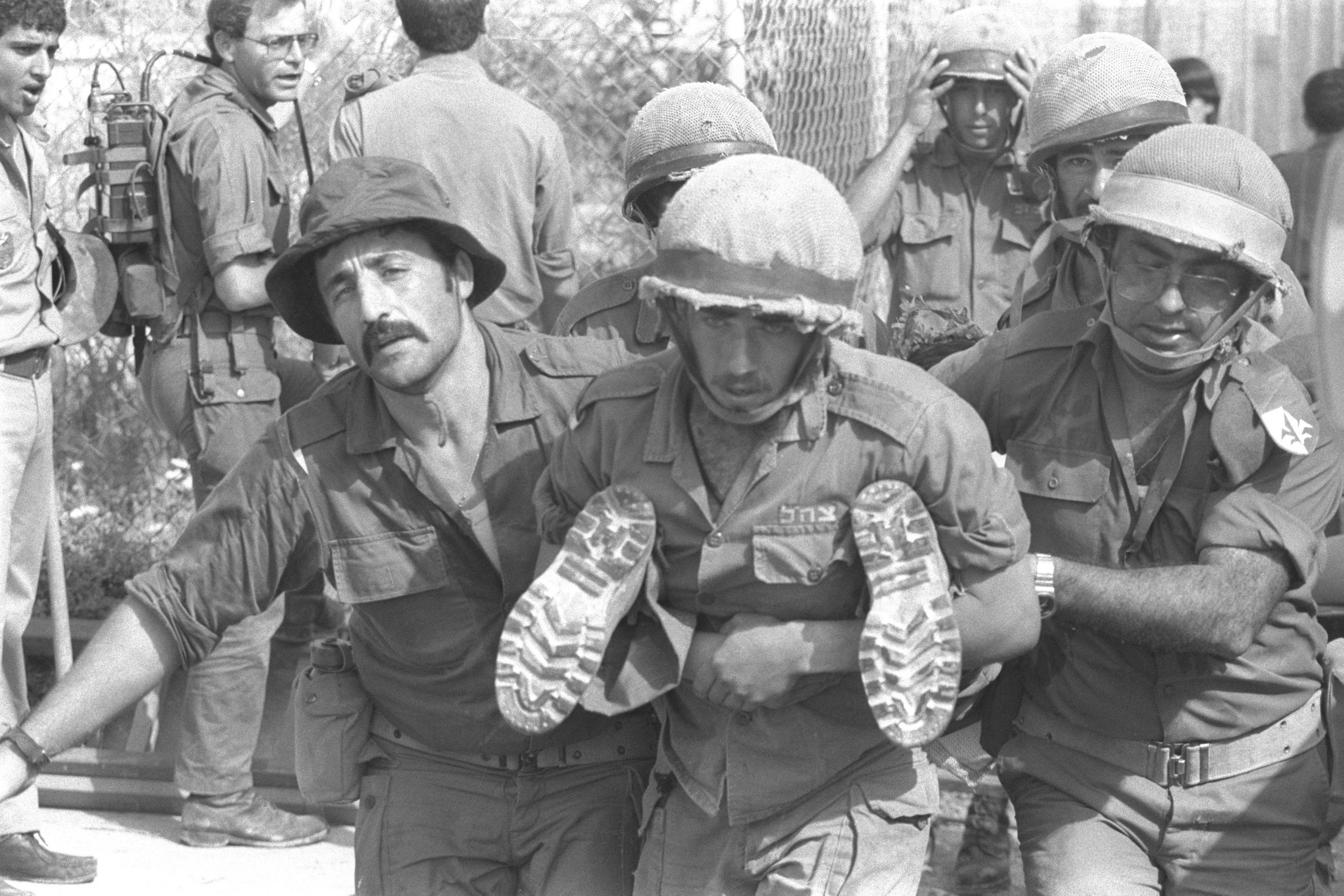
1982: Soldaten tragen einen protestierenden Siedler zum Evakuierungszentrum in Jamit.

### Leiter der Jeschiwa von Jamit auf der Sinai-Halbinsel
Anfang der 1970er Jahre wurde Ariel vom damaligen Verteidigungsminister Schimon Peres damit beauftragt, in der Siedlung Jamit auf der Sinai-Halbinsel eine Jeschiwa zu gründen. 1977 wurde die Jeschiwa in Anwesenheit von Menachim Begin feierlich eingeweiht, die zunächst von den Brüdern Ariel gemeinsam geleitet wurde. Als absehbar wurde, dass die Siedlung im Rahmen des Friedensvertrags mit Ägypten geräumt werden musste, nahmen die Brüder unterschiedliche Positionen ein: Yaakov Ariel lehnte jeden Widerstand gegen israelisches Militär ab, während Yisrael Ariel sich radikalisierte, die Jeschiwa verließ und zu den militantesten Gegnern des Rückzugs vom Sinai stieß.

### Kach-Partei und „Jüdischer Untergrund“
1977 und 1981 kandidierte Ariel für die Kach-Partei und hatte 1981 nach Rav Meir Kahane Platz zwei auf deren Liste inne.
Dass Gusch Emunim die Räumung der Sinai-Halbinsel nicht aufhalten konnte, enttäuschte Ariel. Er ließ sich in der Jerusalemer Altstadt nieder und lehrte an der Haidra Jeschiwa, die von Schlomo Goren geleitet wurde.
Als die Organisation „Jüdischer Untergrund“ 1984 aufgedeckt wurde, die eine Reihe von Racheakten gegen Araber unternommen hatte (bis hin zu einem Angriff auf das islamische College in Hebron, bei dem am 26. Juli 1983 drei Studenten erschossen wurden) und die Moscheen auf dem Tempelplatz zu sprengen plante, war Yisrael Ariel einer der wenigen Stimmen, die diese Aktionen guthießen. Er gründete sogar eine Zeitschrift (צפיה Zefiyah), die sich der Rechtfertigung der verurteilten Personen widmete und zum Bau des Dritten Tempels ermutigte.

### Aufbau des Tempel-Instituts
1984 gründete Ariel das Tempel-Institut in der Jerusalemer Altstadt; die Aktivitäten dort begannen aber erst im Jahr 1987. Bis dahin suchte Ariel eine möglichst breite Unterstützung jüdischer Organisationen für sein Institut zu gewinnen. Dementsprechend betonte er in dieser Zeit, dass das Institut sich pädagogischen und folkloristischen Aufgaben widme, über die Vergangenheit informiere und keinerlei Planungen zur Änderung des Status quo auf dem Tempelberg betreibe. So distanzierte sich Ariel z. B. im Gespräch mit der New York Times von gewalttätigen Aktionen und betonte, sich an geltendes Recht zu halten: ''We don't want to blow up the mosque. Our intention is to do everything that we can within the law. We'll prepare whatever we can so that we can eventually worship there again.''
Seit Ende der 1980er Jahre hält das Tempel-Institut eine jährliche Konferenz zu Fragen der Tempelforschung ab, die im Lauf der Zeit die Unterstützung des Oberrabbinats, der Stadtverwaltung und des Ministeriums für Religiöse Angelegenheiten gewann. Beispielsweise hielt Rabbi Israel Meir Lau in diesem Rahmen einen Vortrag über die Verpflichtung zur Pilgerreise in der Gegenwart. 1992 konnte das Tempel-Institut neue und größere Räume beziehen, zugleich auch sein pädagogisches Programm ausbauen.

### Leiter des „Sanhedrin“

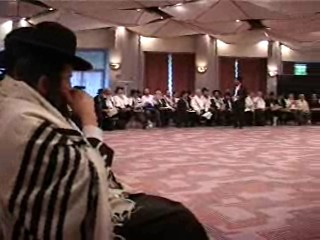
Sitzung des „Sanhedrin“ (Screenshot aus einem Werbevideo der Organisation)

2004 belebte Ariel gemeinsam mit anderen Rabbinern die Institution des Sanhedrin neu, die zur Zeit des Talmud Rechtsfragen entschied. Dieses vom Staat und von jüdischen Organisationen nicht anerkannte, von Ariel geleitete Gremium forderte, das Recht der Tora anstelle des säkularen israelischen Rechts in Kraft zu setzen; im Februar 2010 entschied es: “it is obligatory for every Jew to exclude himself from the secular Israeli judicial system in every matter.”
2006 wurde Ariel vorübergehend von der israelischen Polizei verhaftet, nachdem er auf eine Vorladung nicht erschienen war; geklärt werden sollte Ariels Anweisung an die Synagogenleitung von Ma'ale Michmash, ein Gemeindemitglied nicht zur Tora aufzurufen, weil diese Person als Militärjurist Anordnungen erteilt hatte, die gegen Siedler-Aktivisten gerichtet waren. Außerdem hatte Ariel Siedler dazu aufgerufen, bei der Räumung jüdischer Siedlungen im Gazastreifen zur Selbstverteidigung Gewalt gegen israelische Soldaten einzusetzen.

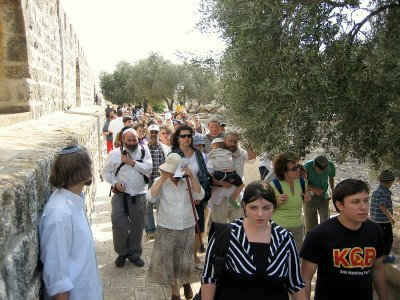
Ariels wichtigstes Anliegen ist es, dass möglichst viele Juden das Tempelgelände besuchen. Kippa und Tzitzit dürfen getragen werden, religiöse Texte und jede religiöse Handlung sind für Nichtmuslime verboten.

## Religiöse Positionen

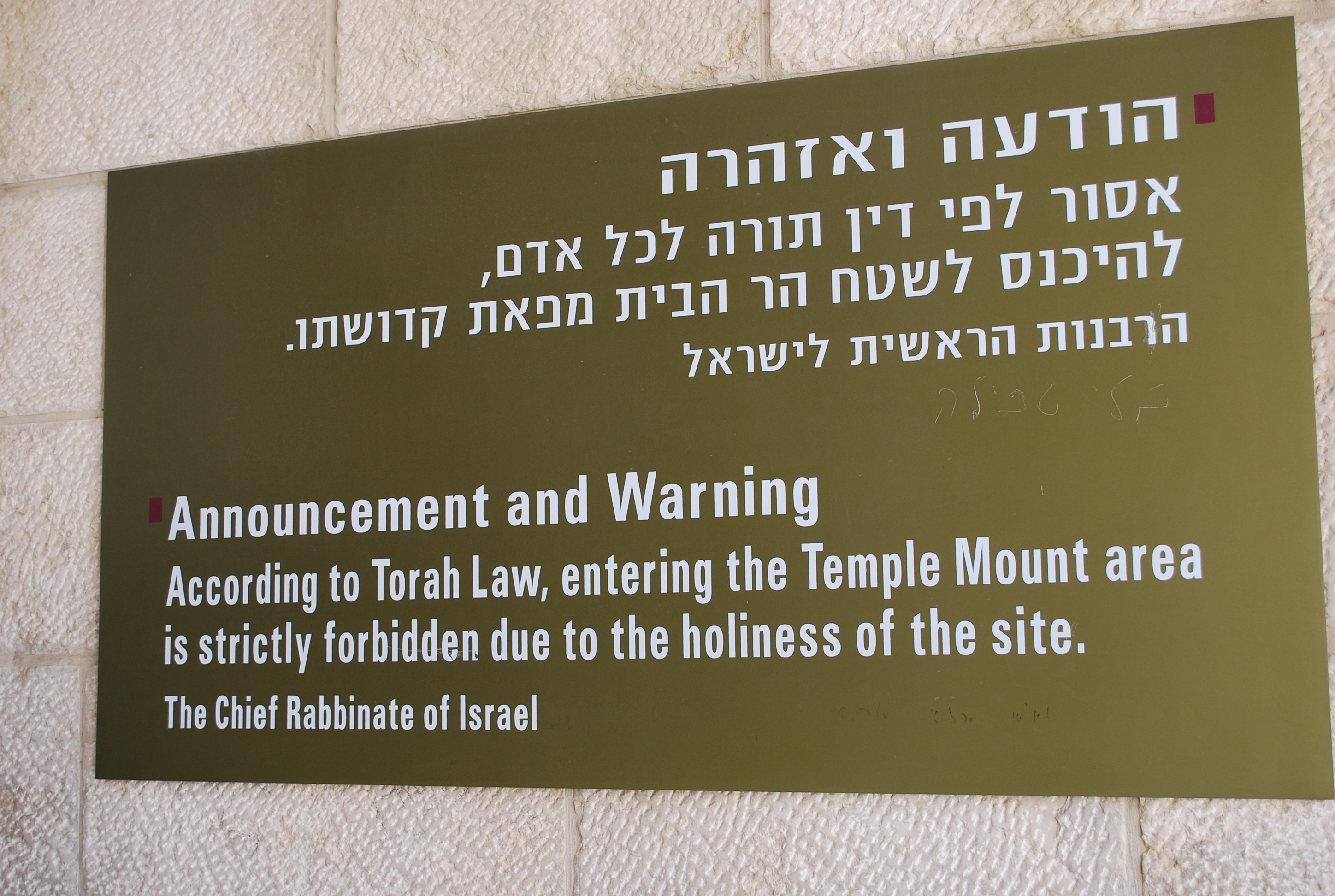
Das Oberrabbinat von Israel verbietet Juden den Besuch des gesamten Tempelareals.

Ariel definierte es als Mitzwa, das Land Israel und besonders Jerusalem zu befreien. Diese obliege dem jüdischen Volk in der Gegenwart. Dass Muslime auf dem Tempelberg beteten, sei eine Entweihung des Heiligen: “It is a commandment for the government, rabbinical institutions, and each person of Israel to do, each according to his ability, what they can to expunge this disgrace from the site of our Temple.” (Yisrael Ariel)
Gegen den Konsens der halachischen Autoritäten entwickelte Ariel seine Argumentation, dass es auch im Zustand ritueller Unreinheit, in dem sich seit Zerstörung des Zweiten Tempels alle Juden befinden, erlaubt sei, das heilige Tempelareal zu betreten, um Israels Souveränität über dieses Areal zu stärken. Je mehr Personen in dieser Weise handelten, umso stärker werde Israels Souveränität auf dem Tempelplatz. Jeder Einzelne sei gefordert, hier seinen Beitrag zu leisten.

## Politische Positionen
Zusammen mit den Rabbinern Dov Lior und Yaakov Ariel erklärte Yisrael Ariel, der Libanon sei ein Teil des Landes Israel, er gehöre den Stämmen Sebulon, Naftali und Ascher. Yisrael Ariel widmete dem Thema der Grenzen Israels eine mehrjährige Forschungstätigkeit, als deren Ergebnis er einen zweibändigen Atlas vorlegen konnte. Demnach gehörten zum Land Israel: Teile von Syrien, Teile des Irak, Teile von Kuwait und die Sinai-Halbinsel. Im Oktober 1982 rief er zur israelischen Annexion und Besiedlung des Libanon auf.
Ariel interpretierte Maimonides dahingehend, dass ein Jude, der einen Nicht-Juden töte, nicht der menschlichen Strafverfolgung unterläge, und das Gebot 'Du sollst nicht töten' nicht verletzt hätte. Mit diesem Argument verteidigte er in seiner Publikation Zefiyah mehrfach Mitglieder des „Jüdischen Untergrunds“, die Araber getötet hatten. (Es handelte sich dabei um Menachem Livni, Shaul Nir und Uziah Sharabaf, die am 10. Juli 1985 wegen Mordes verurteilt worden waren.)

## Werke
- Yisrael Ariel: אטלס ארץ-ישראל לגבולותיה: על-פי המקורות Atlas des Landes Israel, seine Grenzen gemäß den Quellen, Bd. 1, Jerusalem 1988; Bd. 2, Jerusalem 1993